# Chesbon
Chesbon è stata una città dell'età del bronzo, citata nella Bibbia come capitale del re amorreo Sicon e posta a est del fiume Giordano in località ignota. Gli scavi archeologici a Tell Hisban, infatti, hanno trovato solo rovine di epoca tarda, prevalentemente romane e bizantine.
La città fu conquistata dagli Israeliti al momento del loro ingresso in Palestina Il territorio fu assegnato alla tribù di Ruben, ma successivamente diventò una città levitica nel territorio di Gad.
Nei libri profetici di Isaia e di Geremia Chesbon risulta essere poi stata conquistata dai Moabiti.
La bellezza delle piscine di Chesbon compare nel versetto 7,4 del Cantico dei Cantici come termine di paragone della bellezza degli occhi della protagonista.